# کتابخانه عامه هرات
کتابخانهٔ عامهٔ هرات قدیمی‌ترین کتاب‌خانهٔ شهر هرات است.

## تاریخچه
این کتاب‌خانه در سال ۱۳۱۰ خورشیدی توسط اداره مطبوعات شهر هرات با نام کتابخانه هرات پایه‌گذاری شد. در سال ۱۳۴۵ خورشیدی سیستم مدیریتی آن تغییر یافت و از آن تاریخ به بعد با نام کتابخانه عامه هرات فعالیت دارد.
از سال ۱۳۸۳ بدینسو به تعداد ۱۰٬۰۰۰ جلد کتب به زبانهای فارسی، پشتو، انگلیسی، ایتالیایی و جاپانی از ادارات دولتی و مؤسسات خارجی دریافت نموده‌است، حدود ده هزار جلد کتب به سال ۱۳۸۶ در مرز اسلام قلعه از جانب هیئت بازرسی کتب ریاست اطلاعات و فرهنگ ضبط و بعد از بررسی، کتب مجاز به کتابخانه عامه انتقال پیدا کرده‌است؛ و اکنون این کتابخانه بزرگترین و مدرنترین کتابخانه در سطح افغانستان است که بیش از ۴۰ هزار جلد کتاب در بخش‌های مختلف موجود دارد. ساختمان جدید کتابخانهٔ عامه هرات در سال ۱۳۸۳ با مساحت ۱۲۰۰ متر مربع در دو طبقه ساخته شده‌است.
در طول سالهایی که این کتابخانه زیر نظر ریاست اطلاعات و فرهنگ هرات فعالیت می‌کند، افراد زیر در این کتابخانه فعالیت داشتند:
- عبدالکریم تمنا (سالهای پایانی پادشاهی ظاهر شاه و اوایل ریاست جمهوری داوود خان)
- بانو شیرین، بین اهل کتاب مشهور به شیرین جان
- عبدالحلیم محمدی
- میر صفی الحق ضارع حسینی
- سید غلام فاروق هاشمی
- جاوید ضرغام
- حبیب الرحمن میرزایی

## سیستم کاری
پرسونل این کتابخانه در بخش‌های مختلف این مرکز علمی مصروف فعالیت می‌باشند. سیستم کار این کتابخانه به روش LC بوده و تاکنون بیش از ۱۰ هزار جلد کتب به این روش ثبت گردیده‌است. این کتابخانه شامل بخش‌های زیر است:
1. بخش توزیع
2. بخش امانت(فعلاً غیرفعال است)
3. بخش افغانستان شناسی
4. بخش مرجع
5. بخش نشریات
6. بخش جذب و افزایش منابع
7. بخش اهدأ کتاب
8. بخش نشریات
9. بخش اینترنت
10. بخش فنی

روزانه از خدمات این مرکز علمی اطلاع‌رسانی در حدود هزار تن از قشرها مختلف جامعه استفاده می‌نمایند که بیشترین مراجعین این کتابخانه را دانشجویان دانشگاه می‌باشند و ۳۵ درصد مراجعین را دختران تشکیل می‌دهند.
ساعت کاری این مرکز علمی تحقیقاتی همه روزه به استثنای روزهای رخصتی از ساعت ۸ صبح الی ۵:۳۰ عصر بدون وقفه می‌باشد.
اگر چه یک کتابخانه در شهر مانند هرات که میزان مطالعه در آن نسبت به دیگر ولایات افغانستان بالا است، بسیار کم است ولی با آن هم این کتابخانه جوابگوی مشکلات مطالعه علاقمندان می‌باشد.